# Лессер-Слейв-Рівер № 124
Лессер-Слейв-Рівер № 124 (англ. Lesser Slave River No.124) — муніципальний район в Канаді, у провінції Альберта.

## Населення
За даними перепису 2016 року, муніципальний район нараховував 2803 жителів, показавши скорочення на 4,3%, порівняно з 2011-м роком. Середня густина населення становила 0,3 осіб/км².
З офіційних мов обидвома одночасно володіли 90 жителів, тільки англійською — 2 710. Усього 205 осіб вважали рідною мовою не одну з офіційних, з них 35 — одну з корінних мов, а 15 — українську.
Працездатне населення становило 70,2% усього населення, рівень безробіття — 9,6% (11,4% серед чоловіків та 7,2% серед жінок). 74,9% були найманими працівниками, 24,1% — самозайнятими.
Середній дохід на особу становив $59 703 (медіана $39 731), при цьому для чоловіків — $69 160, а для жінок $48 640 (медіани — $57 003 та $28 800 відповідно).
31,5% мешканців мали закінчену шкільну освіту, не мали закінченої шкільної освіти — 28,3%, 40,4% мали післяшкільну освіту, з яких 13,4% мали диплом бакалавра, або вищий.
| Статево-вікова структура населення | Статево-вікова структура населення | Статево-вікова структура населення | Статево-вікова структура населення | Статево-вікова структура населення |
| ---------------------------------- | ---------------------------------- | ---------------------------------- | ---------------------------------- | ---------------------------------- |
|                                    |                                    |                                    |                                    |                                    |
| Всього                             | Всього                             | 52,3%47,7%                         |                                    |                                    |
| 0 — 14 років                       | 0 — 14 років                       |                                    | 18,4%                              | 18,4%                              |
| 15 — 64 років                      | 15 — 64 років                      |                                    | 65,7%                              | 65,7%                              |
| 65 і більше                        | 65 і більше                        |                                    | 15,9%                              | 15,9%                              |
| 85 і більше                        | 85 і більше                        |                                    | 0,5%                               | 0,5%                               |
| Середній вік (років)               | Середній вік (років)               | 41,740,9                           | 41,3                               | 41,3                               |
| Медіана (років)                    | Медіана (років)                    | 45,443,8                           | 44,7                               | 44,7                               |
| — чоловіки — жінки                 |                                    |                                    |                                    |                                    |

| Походження мешканців:     | Походження мешканців:     | Походження мешканців: | Походження мешканців: | Походження мешканців: |
| ------------------------- | ------------------------- | --------------------- | --------------------- | --------------------- |
| Походження                |                           |                       | осіб                  | %                     |
| Корінні американці        | Корінні американці        |                       | 555                   | 19.93%                |
| Інше північноамериканське | Інше північноамериканське |                       | 710                   | 25.49%                |
| Європейське               | Європейське               |                       | 2 180                 | 78.28%                |
| британське                | британське                |                       | 1 350                 | 48.47%                |
| французьке                | французьке                |                       | 430                   | 15.44%                |
| українське                | українське                |                       | 350                   | 12.57%                |
| Карибське                 | Карибське                 |                       | 30                    | 1.08%                 |
| Латинськоамериканське     | Латинськоамериканське     |                       | 25                    | 0.9%                  |
| Африканське               | Африканське               |                       | 10                    | 0.36%                 |
| Океанійське               | Океанійське               |                       | 10                    | 0.36%                 |

| Зайнятість населення за галузями (за класифікацією NOC): | Зайнятість населення за галузями (за класифікацією NOC): | Зайнятість населення за галузями (за класифікацією NOC): | Зайнятість населення за галузями (за класифікацією NOC): | Зайнятість населення за галузями (за класифікацією NOC): |
| -------------------------------------------------------- | -------------------------------------------------------- | -------------------------------------------------------- | -------------------------------------------------------- | -------------------------------------------------------- |
|                                                          |                                                          |                                                          |                                                          |                                                          |
| Управління                                               | Управління                                               |                                                          | 14,7%                                                    | 14,7%                                                    |
| Бізнес, фінанси та адміністрування                       | Бізнес, фінанси та адміністрування                       |                                                          | 17,8%                                                    | 17,8%                                                    |
| Природничі та прикладні науки                            | Природничі та прикладні науки                            |                                                          | 3,4%                                                     | 3,4%                                                     |
| Охорона здоров'я                                         | Охорона здоров'я                                         |                                                          | 3,4%                                                     | 3,4%                                                     |
| Освіта, правозахист, муніципальні та урядові служби      | Освіта, правозахист, муніципальні та урядові служби      |                                                          | 6,6%                                                     | 6,6%                                                     |
| Мистецтво, культура, відпочинок та спорт                 | Мистецтво, культура, відпочинок та спорт                 |                                                          | 0,9%                                                     | 0,9%                                                     |
| Роздрібна торгівля та послуги                            | Роздрібна торгівля та послуги                            |                                                          | 9,7%                                                     | 9,7%                                                     |
| Гуртова торгівля, транспорт та обладнання                | Гуртова торгівля, транспорт та обладнання                |                                                          | 29,4%                                                    | 29,4%                                                    |
| Природні ресурси, сільське господарство                  | Природні ресурси, сільське господарство                  |                                                          | 8,1%                                                     | 8,1%                                                     |
| Виробництво                                              | Виробництво                                              |                                                          | 6,6%                                                     | 6,6%                                                     |

## Населені пункти
До складу муніципального району входять містечко Слейв-Лейк, індіанські резервації Жан-Батист-Гамблер 183, Лун-Лейк 235, Вабаска 166, Вабаска 166A, Вабаска 166B, Вабаска 166C, Вабаска 166D, Сорідж 150G, Сорідж 150H, індіанське поселення Демаре, а також хутори, інші малі населені пункти та розосереджені поселення.

## Клімат
Середня річна температура становить 1,6°C, середня максимальна – 20,7°C, а середня мінімальна – -22,1°C. Середня річна кількість опадів – 491 мм.
| Клімат поселення                              | Клімат поселення | Клімат поселення | Клімат поселення | Клімат поселення | Клімат поселення | Клімат поселення | Клімат поселення | Клімат поселення | Клімат поселення | Клімат поселення | Клімат поселення | Клімат поселення | Клімат поселення |
| Показник                                      | Січ.             | Лют.             | Бер.             | Квіт.            | Трав.            | Черв.            | Лип.             | Серп.            | Вер.             | Жовт.            | Лист.            | Груд.            |                  |
| Середній максимум, °C                         | −9,05            | −5,09            | 1,20             | 9,53             | 15,89            | 20,20            | 20,66            | 19,89            | 14,59            | 9,20             | −0,79            | −8,2             |                  |
| Середня температура, °C                       | −15,58           | −11,63           | −5,34            | 2,98             | 9,34             | 13,66            | 15,73            | 14,94            | 9,66             | 4,26             | −5,73            | −13,14           |                  |
| Середній мінімум, °C                          | −22,12           | −18,16           | −11,87           | −3,53            | 2,82             | 7,12             | 10,77            | 10,00            | 4,70             | −0,7             | −10,68           | −18,07           |                  |
| Норма опадів, мм                              | 24               | 16               | 19               | 20               | 43               | 89               | 94               | 68               | 48               | 28               | 19               | 23               |                  |
| Середньомісячна швидкість вітру, м/с          | 3.30             | 3.30             | 3.39             | 3.40             | 3.40             | 3.10             | 2.90             | 2.80             | 3.00             | 3.41             | 3.20             | 3.30             |                  |
| Середньомісячна сонячна радіація, кДж/м²·день | 2898             | 6207             | 11533            | 17051            | 20575            | 21778            | 21628            | 17803            | 11794            | 6638             | 3203             | 2076             |                  |
| --------------------------------------------- | ---------------- | ---------------- | ---------------- | ---------------- | ---------------- | ---------------- | ---------------- | ---------------- | ---------------- | ---------------- | ---------------- | ---------------- | ---------------- |
| Джерело:                                      |                  |                  |                  |                  |                  |                  |                  |                  |                  |                  |                  |                  |                  |